# پادرونی (کلرادو)
پادرونی (به انگلیسی: Padroni) یک منطقهٔ مسکونی در ایالات متحده آمریکا است که در شهرستان لوگان، کلرادو واقع شده‌است. پادرونی ۲٫۱ کیلومتر مربع مساحت و ۹۷ نفر جمعیت دارد و ۱٬۲۱۹ متر بالاتر از سطح دریا واقع شده‌است.